# ハチェット湖空港
ハチェット湖空港（ハチェットこくうこう、Hatchet Lake Airport、(IATA: YDJ, TC LID: CJX8)）は、カナダ・サスカチュワン州ハチェット湖に近い空港。
ハチェット湖の北東岸に位置しており、湖水面状に設定されているハチェット湖水上飛行場とともに、ハチェット・レイク・ロッジが運営にあたっている。